# Bisericile pictate din nordul Moldovei
Bisericile pictate din nordul Moldovei, au fost construite la sfârșitul secolului al XV-lea și începutul celui de-al XVI-lea, și se află actualmente în județul Suceava. Cu excepția bisericii din Arbore, clădită de un boier ca necropolă de familie, ele au fost construite ca parte a unor mănăstiri ortodoxe. Arhitectura este tipică pentru așa-zisul stil moldovenesc, iar cele opt selectate de UNESCO prezintă pictură pe zidurile exterioare, un fenomen care a existat în acea regiune doar pentru o perioada de câteva decenii.
Următoarele opt biserici pictate au fost înscrise, începând din anul 1993, pe lista patrimoniului cultural mondial a UNESCO:
- Arbore (Biserica „Tăierea Capului Sfântului Ioan Botezătorul”)
- Humor (Biserica „Adormirea Maicii Domnului”)
- Moldovița (Biserica „Buna Vestire”)
- Pătrăuți (Biserica „Înălțarea Sfintei Cruci”)
- Probota (Biserica „Sfântul Nicolae”)
- Suceava (Biserica „Sfântul Gheorghe”)
- Voroneț (Biserica „Sfântul Gheorghe”)
- Sucevița (Biserica „Învierea Domnului”)

Șapte dintre aceste biserici se află localizate în Bucovina istorică. Biserica din Probota este, uneori, în mod eronat inclusă în grupul celor bucovinene.

## Bisericile din patrimoniul mondial UNESCO

### Biserica „Tăierea Capului Sfântului Ioan Botezătorul” din Arbore
Biserica cu hramul Tăierea capului Sfântului Ioan Botezătorul din Arbore a fost paraclis de curte al pârcălabului Luca Arbore. La scurtă vreme după ridicarea monumentului (2 aprilie – 29 august 1503), ctitorul a fost executat din porunca domnitorului Ștefăniță. Biserica a fost pictată în 1541 de ieșeanul Dragoș Coman. Pictura murală se remarcă prin excepționala durabilitate a pigmentului albastru. Caracteristică este marea nișă de pe fațada vestică.
Mănăstirea este o ctitorie boierească, fapt evidențiat prin absența turlelor. Concepută și construită într-o formă simplă, pornind de la ideea unei biserici de tip longitudinal, construcția uimește prin marea sa stilizare.
În construcția ei se observă unele inovații arhitectonice și un echilibru deosebit al proporțiilor. Este construită din cărămidă și piatră extrasă de la carierele din zonă. Are un plan dreptunghiular la exterior, fără turlă. Pornind de la ideea unei biserici de tip longitudinal, silueta elegantă a construcției este accentuată prin prelungirea în exterior, spre vest, a zidurilor laterale (cu cca. 2,5 metri) legate printr-un arc semicircular și unirea lor la partea superioară prin arcadă, obținându-se astfel un spațiu semideschis ce apare pentru prima dată în arhitectura moldovenească. Această nișă exterioară de pe fațada vestică constituia, se pare, lăcașul clopotelor. Intrarea este poziționată pe partea laterală sudică a construcției.
În interior, biserica are un plan fals-trilobat, absidele fiind două nișe arcuite în grosimea zidurilor laterale. Meșterii hatmanului Arbore au realizat pereți drepți, cu imense suprafețe netede, au introdus calote în naos și pronaos, eliminând semicilindrul inițial. Arcadele joase, fără spirale, pantele și sistemul de arce moldovenești conferă bisericii proporții elegante, dovedind o construcție de valoare.
Din mobilierul paraclisului nu s-a păstrat mare lucru, în schimb chivotul de mormânt al ctitorului mănăstirii, hatmanul Luca Arbore, ucis din porunca lui Ștefăniță Vodă în anul 1523. Situat în pronaos, chivotul este considerat cel mai valoros însemn funerar de stil gotic din Bucovina.

### Biserica „Adormirea Maicii Domnului” de la Mănăstirea Humor
Biserica cu hramul Adormirea Maicii Domnului a Mănăstirii Humor din Humor a fost menționată pentru prima dată într-o carte dată de Alexandru cel Bun în data de 13 aprilie 1415.  Construcția actuală a fost ridicată în 1530 de către logofătul Toader Bubuiog și a fost reînnoită între 1554-1555. Biserica a fost pictată în 1535 de echipa meșterului Toma („Toma de la Humor”). Caracteristic pentru acest monument este pridvorul cu două arcade frânte și pictura murală a Fecioarei cu pruncul din luneta ușii de intrare și portretele votive din naos. Domnitorul Vasile Lupu a ridicat în 1641 turnul clopotniță. În secolul XX au fost restaurate picturile din pronaos și turnul clopotniță.
Biserica Mănăstirii Humorului este așezată într-un cadru natural de o rară frumusețe, cu priveliști încă sălbatice și pitorești. Ea își are începuturile în vremea domniei lui Alexandru cel Bun, când, ascunsă între codri, se ridică aici cea dintâi așezare mănăstirească, ctitoria marelui vornic Ioan (1415). La începutul secolului al XVI-lea, în 1527, mănăstirea a fost jefuită și distrusă de tătari. Biserica fusese înzestrată cu obiecte prețioase și manuscrise, dintre care cel mai de preț care se păstrează și astăzi este Tetraevangheliarul din 1473, carte dăruită e Ștefan cel Mare. Ruinele vechii mănăstiri se pot vedea și astăzi, la cca. 300m de actuala biserică. În vremea lui Petru Rareș, și Humorul este cuprins în campania de restaurări.

### Biserica „Buna Vestire” de la Mănăstirea Moldovița
Biserica având hramul Buna Vestire a Mănăstirii Moldovița din comuna Vatra Moldoviței a fost ctitorită de domnitorul Petru Rareș în 1532. Ar fi existat o construcție veche despre care se presupune că ar fi fost făcută de Alexandru cel Bun și ar fi fost distrusă de o surpare sau un cutremur, iar la 300 de metri de aceasta s-ar afla cea nouă. Pictura realizată în 1537 este atribuită meșterului Toma ("Toma de la Humor"), cel care a pictat și Mănăstirea Humor. Cele mai bine păstrate picturi murale sunt cele de pe fațada sudică. Înspre vest, intrarea în biserică se face printr-un pridvor cu cinci arcade: trei se deschid spre vest și câte una spre nord și sud. Cele trei abside exterioare – una la altarului și două ale naosului sunt împodobite cu picturi reprezentând scena rugăciunii tuturor sfinților, cărora li se alătură imaginile reprezentanților culturii clasice: Pitagora, Platon, Aristotel și Sofocle, considerați precursori ai creștinismului. Voievodul Petru Rareș, iubitor de artă ca și tatăl său, Ștefan cel Mare, vrând să continue existența Mănăstirii Moldovița, alege locul puțin mai la șes de vechea biserică a lui Alexandru cel Bun și construiește actuala Biserică a Moldoviței în anul 1532, închinând-o aceluiași hram "Buna Vestire". În aceeași epocă, Domnul împrejmuiește Biserica cu ziduri și turnuri de apărare, dându-i aspectul unei mici fortărețe. Fără îndoială că au existat locuințe, după fundațiile care se văd în partea nordică, pe a căror temelii Episcopul Efrem de Rădăuți, între anii 1610-1612, a construit clișarnița (casă egumenească) pentru locuința sa, pentru păstrarea odoarelor Bisericii și organizarea unei școli de copiști și miniaturiști, continuând în acest fel opera culturală a lui Rareș.

### Biserica „Înălțarea Sfintei Cruci” din Pătrăuți
Biserica "Sfânta Cruce" din Pătrăuți este prima ctitorie certă a domnitorului Ștefan cel Mare, din 13 iunie 1487. De asemenea, este considerată și cea mai mică dintre bisericile zidite în timpul lui Ștefan cel Mare. A aparținut unei mănăstiri de maici până în 1785. Din punct de vedere arhitectural, biserica este alcătuită dintr-un altar cu absidă, un naos pătrat cu două abside laterale și o turlă, și un pronaos pătrat.
Renumele i se trage de la pictura murală din pronaos cu un subiect rar: cavalcada Sfintei Cruci. În zona superioară a pronaosului se află Cavalcada Sfintei Cruci. Personajele călare, sfinți militari, îl au în frunte pe Arhanghelul Mihail. Acesta este reprezentat pe un cal alb, în costum militar din iconografia bizantină. În spatele său se află Constantin cel Mare îmbrăcat în cavaler, pe un cal portocaliu, urmat de alți sfinți militari. Deasupra lui Constantin cel Mare se află o cruce albă pe care i-o arată îngerul pe cer. Figura lui Constantin mai apare și în tabloul votiv din biserică, unde este reprezentat ca intercesor. Cavalcada dorește să reprezinte ideea de luptă împotriva păgânilor, făcând referire la momentul în care Constantin cel Mare a pornit la luptă împotriva lui Maxentius.
Pictura exterioară a fost restaurată între 1986 și 1987, iar restaurarea celei interioare a început în 2003.

### Biserica „Sfântul Nicolae” de la Mănăstirea Probota
Biserica Sfântul Nicolae a Mănăstirii Probota din satul Probota, comuna Dolhasca a fost ridicată de domnitorul Petru Rareș în 1527, la circa 200-300 de metri de vechiul așezământ aflat în ruină. Este cea mai veche biserică amintită în scrieri, fiind menționată într-o danie din 2 iulie 1398 de la Ștefan I și fratele său, Alexandru. Ștefan cel Mare a reconstruit-o pentru a fi necropolă. La începutul secolului al XVII arde și zidurile acesteia sunt refăcute în timpul lui Vasile Lupu. Restaurarea recentă a dat la iveală, sub un strat de pictură mai nouă, pictura originală de o mare valoare artistică. Nota distinctivă a bisericii o dă bolta pictată, care amintește de bolta Capelei Sixtine de la Vatican. Biserica a fost zugrăvită în 1532, fiind primul monument acoperit în întregime cu pictură murală exterioară. În pronaos și pridvor sunt păstrare fresce din vechea pictură.

### Biserica „Sfântul Gheorghe” de la Mănăstirea Sfântul Ioan cel Nou din Suceava
Actuala biserică a mănăstirii (cu hramul Sfântului Mare Mucenic Gheorghe - purtătorul de biruință) a fost începută în anul 1514 de către fiul lui Ștefan cel Mare, Bogdan al III-lea cel Chior (1505-1517) și terminată de Ștefăniță Vodă (1517-1527) în anul 1522. A fost destinată a fi noul sediu al Mitropoliei Moldovei și a fost pictată, atât la interior cât și la exterior, între anii 1532-1534, în timpul domniei lui Petru Rareș, programul iconografic fiind caracteristic monumentelor realizate în această perioadă. În anul 1589 au fost aduse moaștele Sfântului Ioan cel Nou de la vechea mitropolie (de la Biserica Mirăuți unde fuseseră aduse de Alexandru cel Bun în 1402). În anul 1786 negustorul Hagi Ivanciu din Botoșani dăruiește un sicriu de lemn pentru păstrarea sfintelor moaște. Zece ani mai târziu, sulgerul Toader și soția sa Anghelusa din Mlenauti înlocuiesc iconostasul original. Iconostasul aparține stilului baroc moldovenesc, remarcându-se prin dimensiunile impresionante, somptuozitate ornamentală și cromatică. Frescele ce decorează astăzi biserica Sf. Gheorghe sunt opera meșterilor moldoveni din vremea lui Petru Rareș. În anul 1893 episcopul Melchisedek în urma descifrării pe peretele de sud al naosului a inscripției din spatele baldachinului sub care se află racla cu moaștele Sf. Ioan cel Nou concluziona că pictura ar data din vremea lui Petru Șchiopul.
Biserica a fost tencuită în exterior, rămânând urme de zugrăveala probabil din secolul al XVI-lea. Tabloul votiv a dispărut în timp. Pictura murală exterioară a fost restaurată între anii 1984-1985, iar cea interioară între anii 2001 și 2008.

### Biserica „Sfântul Gheorghe” de la Mănăstirea Voroneț
Biserica Sfântul Gheorghe a Mănăstirii Voroneț din Voroneț este ctitoria domnului Ștefan cel Mare. A fost construită între 26 mai și 14 septembrie 1488. În timpul domniei lui Petru Rareș, (fiul natural al lui Ștefan cel Mare), biserica a fost mărită prin adăugarea unui exonartex și a fost pictată la exterior. Biserica se bucură de o mare faimă printre iubitorii artei medievale datorită a două caracteristici a picturii sale: dominanta de albastru, realizată cu un pigment necunoscut azi, extrem de rezistent în timp, și scena Judecății de Apoi, desfășurată pe întreg peretele vestic, neîntreruptă de nicio deschidere a vreunei uși sau ferestre. În interior se află picturi murale din vremea lui Ștefan cel Mare, inclusiv tabloul votiv al ctitorului.
Legenda “originii” bisericii unește pe vecie două mari personalități în destinul nostru național: ctitorul mănăstirii Ștefan cel Mare și cuviosul părinte Daniil, primul stareț al mănăstirii, unul din cei mai mari sfinți pe care i-a odrăslit pământul Moldovei, sihastru și duhovnic vestit.O sfântă candelă aprinsă veghează mormântul Sfântului Daniil Sihastru de unde obștea mănăstirii ia binecuvântarea pentru slujbele de: dimineață, după-amiază, și de la miezul nopți.De mici proporții, cu plan trilobat, având turla cu boltă moldovenească pe naos, biserica face parte dintre puținele monumente de arhitectură religioasă din nordul Moldovei care-și păstrează în mare măsură forma inițială. În anul 1547 mitropolitul Grigore Roșca, văr al lui Petru Rareș a inițiat adăugirea unui pridvor închis, pentru care adoptă o soluție unică, în cadrul căreia arhitectura este vizibil subordonată decorului pictat: peretele de vest al pridvorului este un perete plin fără nicio deschidere, precum și pictarea zidurilor exterioare, din temelie până în streașină, lucrări ce au dat construcției o mare strălucire.
Pictura exonartexului a fost restaurată între anii 2004 și 2008. În anii `80 a fost restaurată pictura murală exterioară, Ion Solcanu considerând că a găsit numele pictorului pe scena Judecății de Apoi. Acesta ar fi Ionașcu Chiril. Pictura interioară a fost restaurată între 2000 și 2008.

### Biserica „Învierea Domnului” de la Mănăstirea Sucevița
Documentar, mănăstirea este atestată la 1582, în vremea domnitorului Petru Șchiopul. Biserica a fost construită între 1582 și 1584 de către frații Ieremia, Gheorghe și Simion Movilă (mari boieri, cărturari și chiar domnitori ai Moldovei și Țării Românești, sec. XVI-XVII). Construit în stilul arhitecturii moldovenești - îmbinare de elemente de artă bizantină și gotică, la care se adaugă elemente de arhitectură ale vechilor biserici din lemn din Moldova - edificiul, de mari proporții, păstrează planul trilobat și stilul statornicit în epoca lui Ștefan cel Mare, cu pridvorul închis. Construcția a suferit daune în urma unui incendiu în 1831, refacerea sa durând până în 1840. Pictura murală interioară și exterioară este de o mare valoare artistică, fiind o amplă narațiune biblică din Vechiul și Noul Testament. Ctitorul picturii a fost Ieremia Movilă, iar frescele au fost realizate între 1595 și 1596 de Ioan zugravul și Sofronie, doi pictori moldoveni. UNESCO declară în anul 2010 că aici se află cel mai mare număr de imagini religioase.

## Imagini

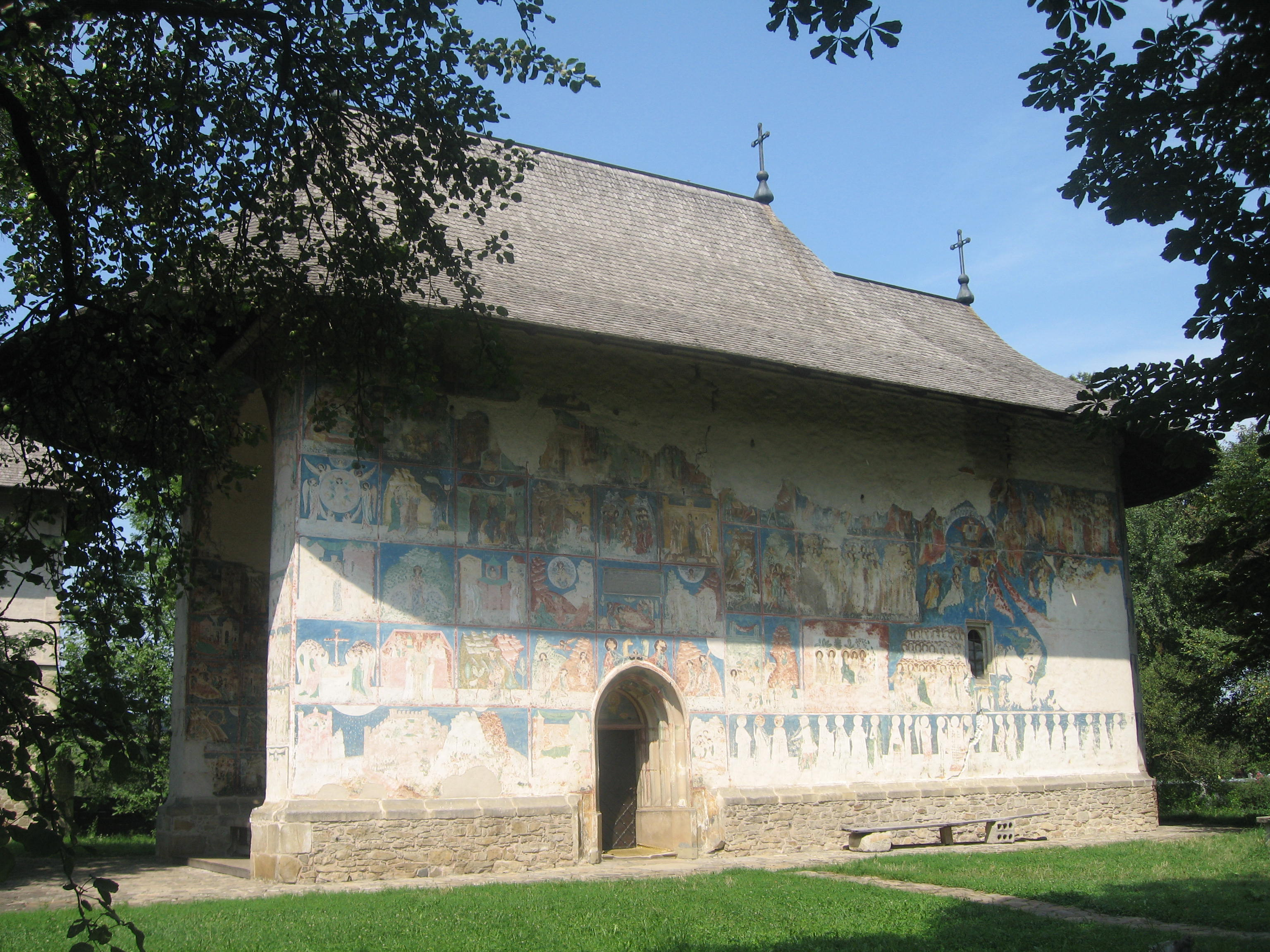
Biserica Arbore
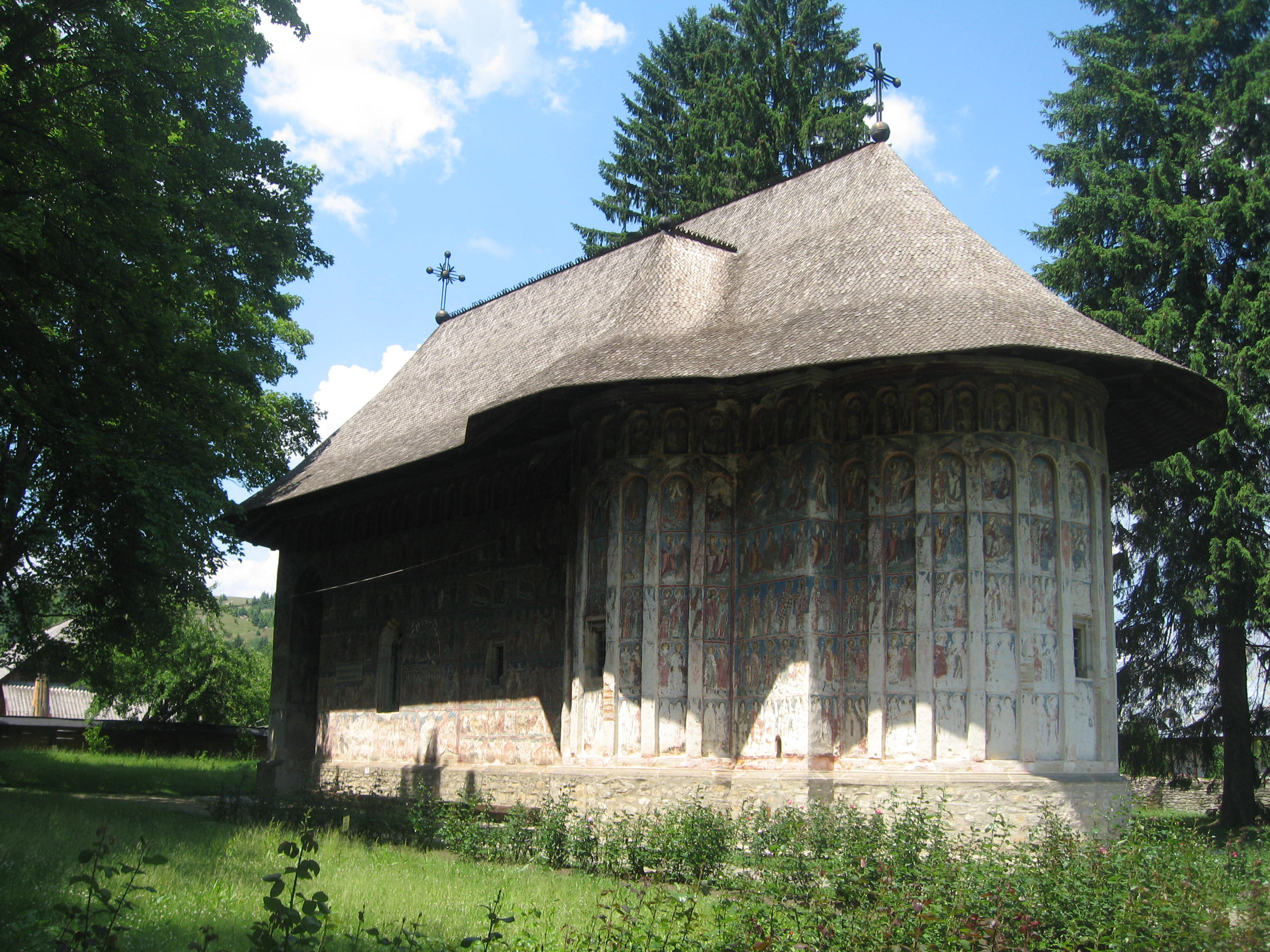
Biserica Mănăstirii Humor
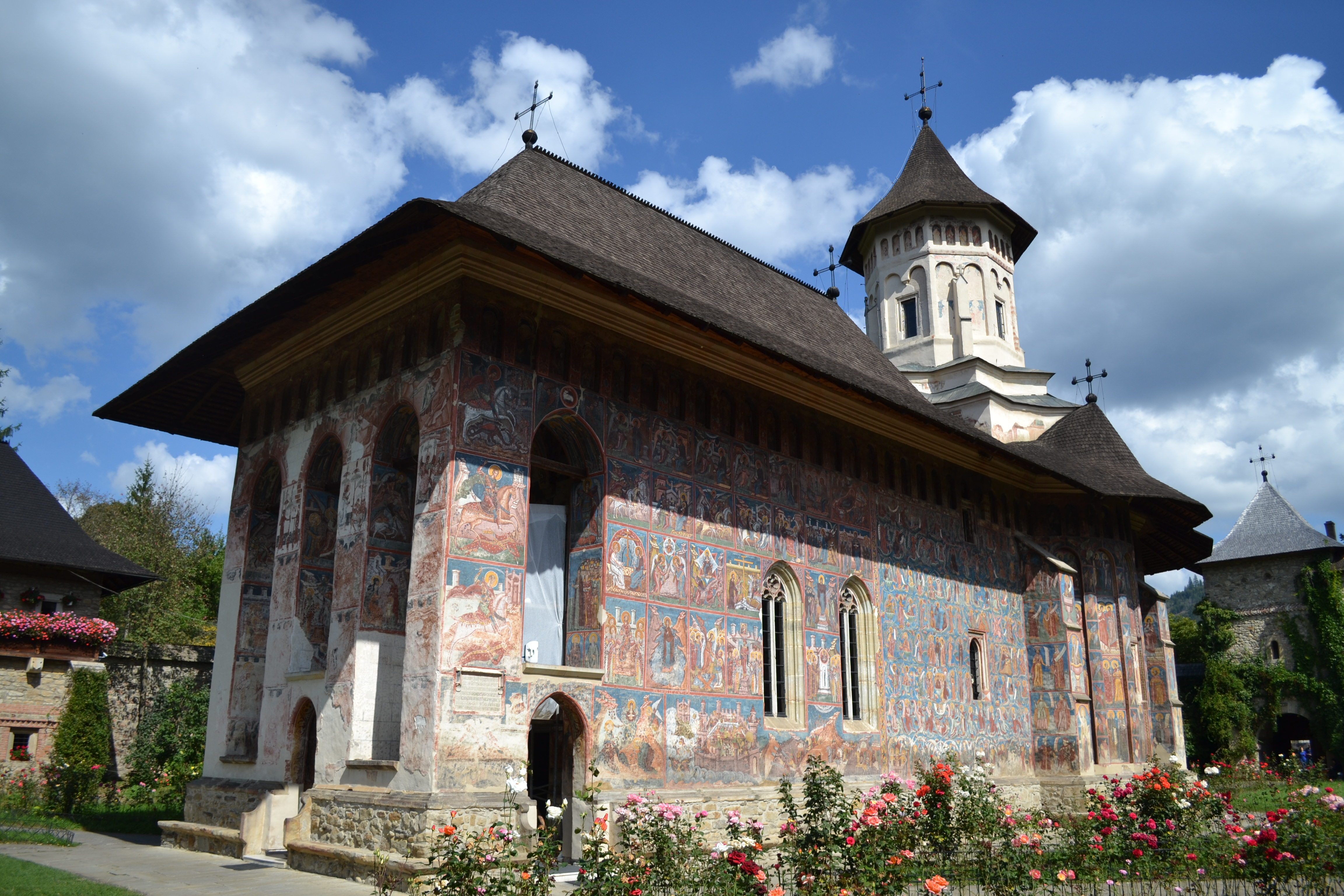
Biserica Mănăstirii Moldovița
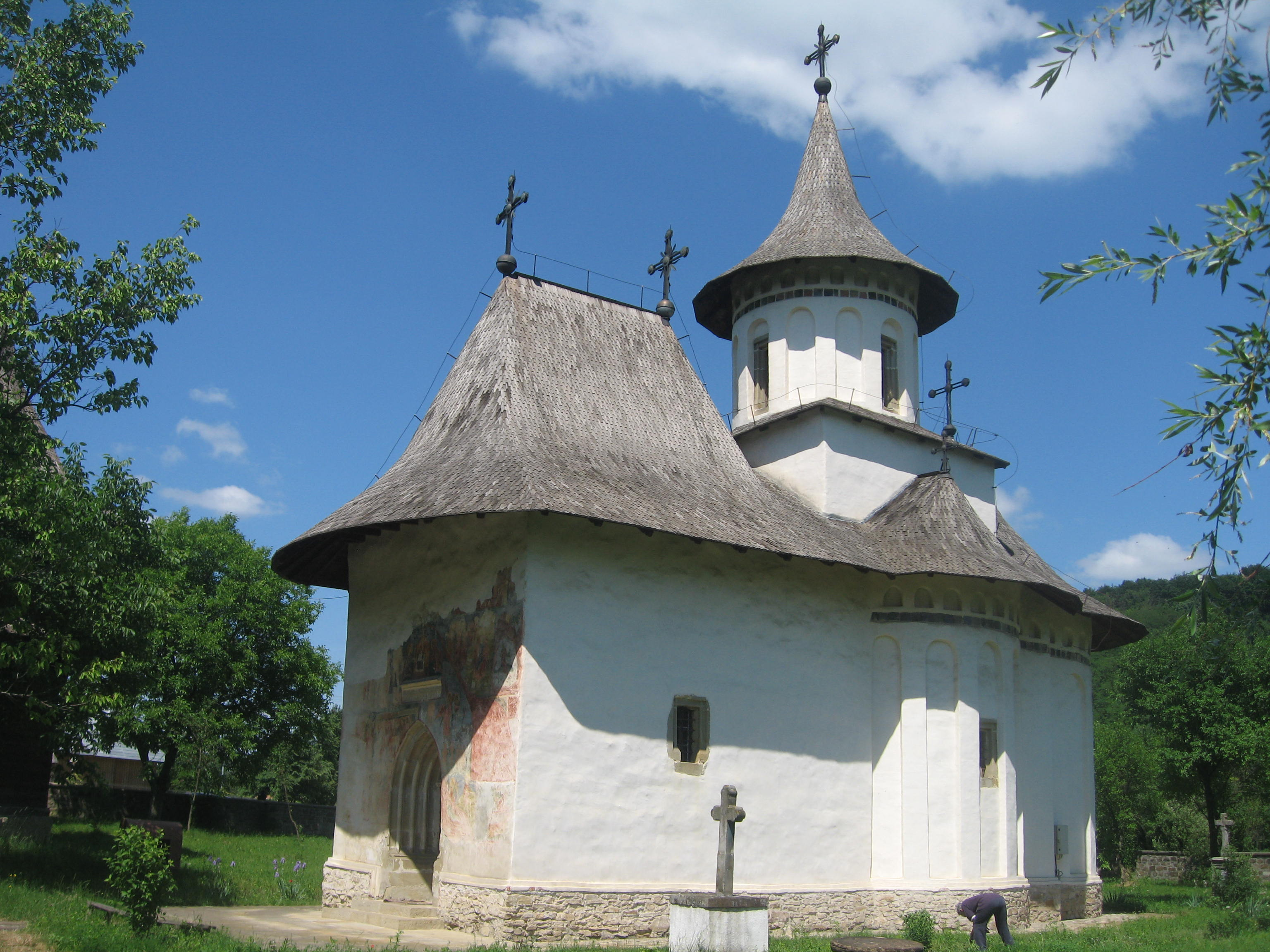
Biserica din Pătrăuți
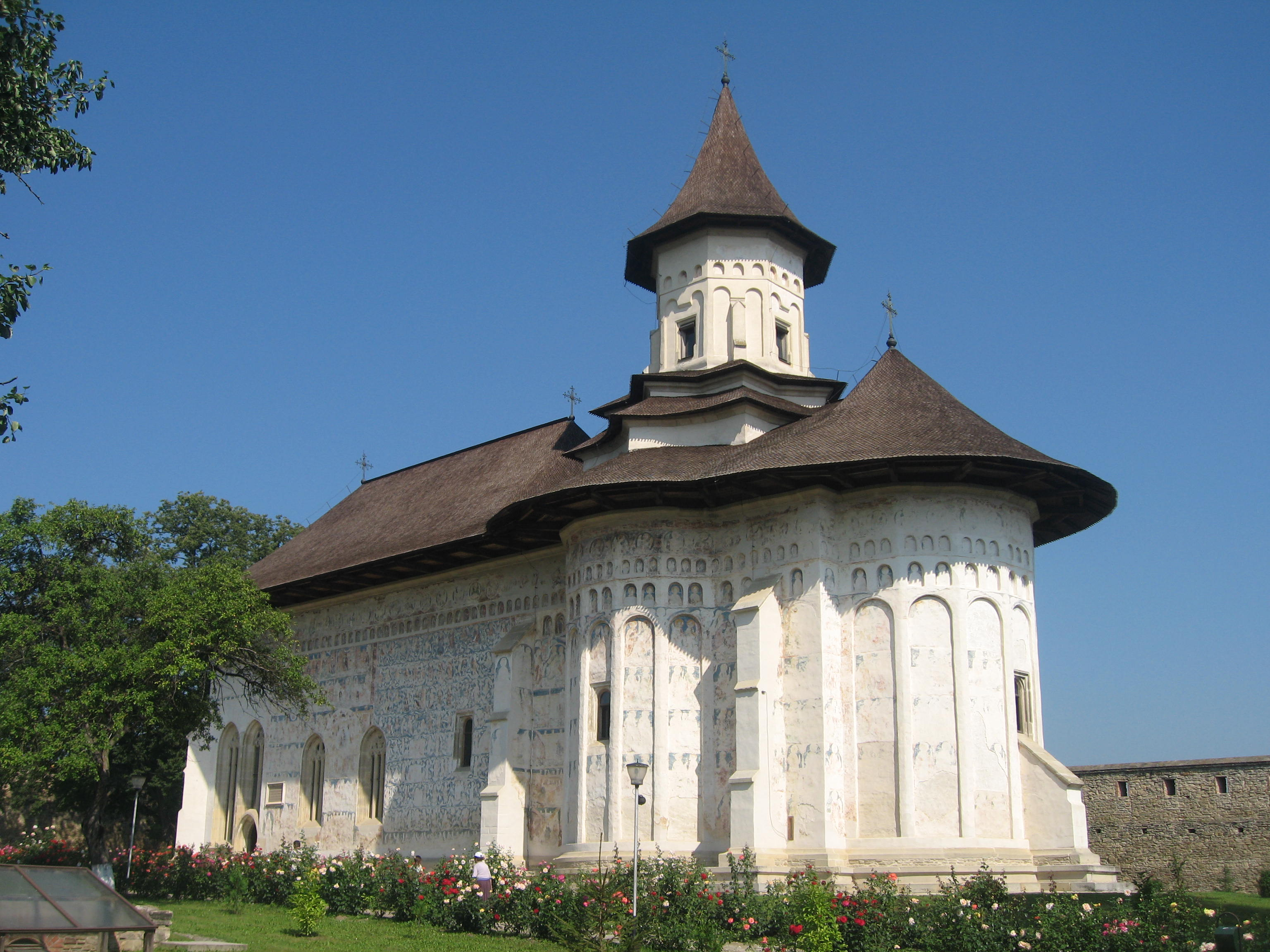
Biserica Mănăstirii Probota
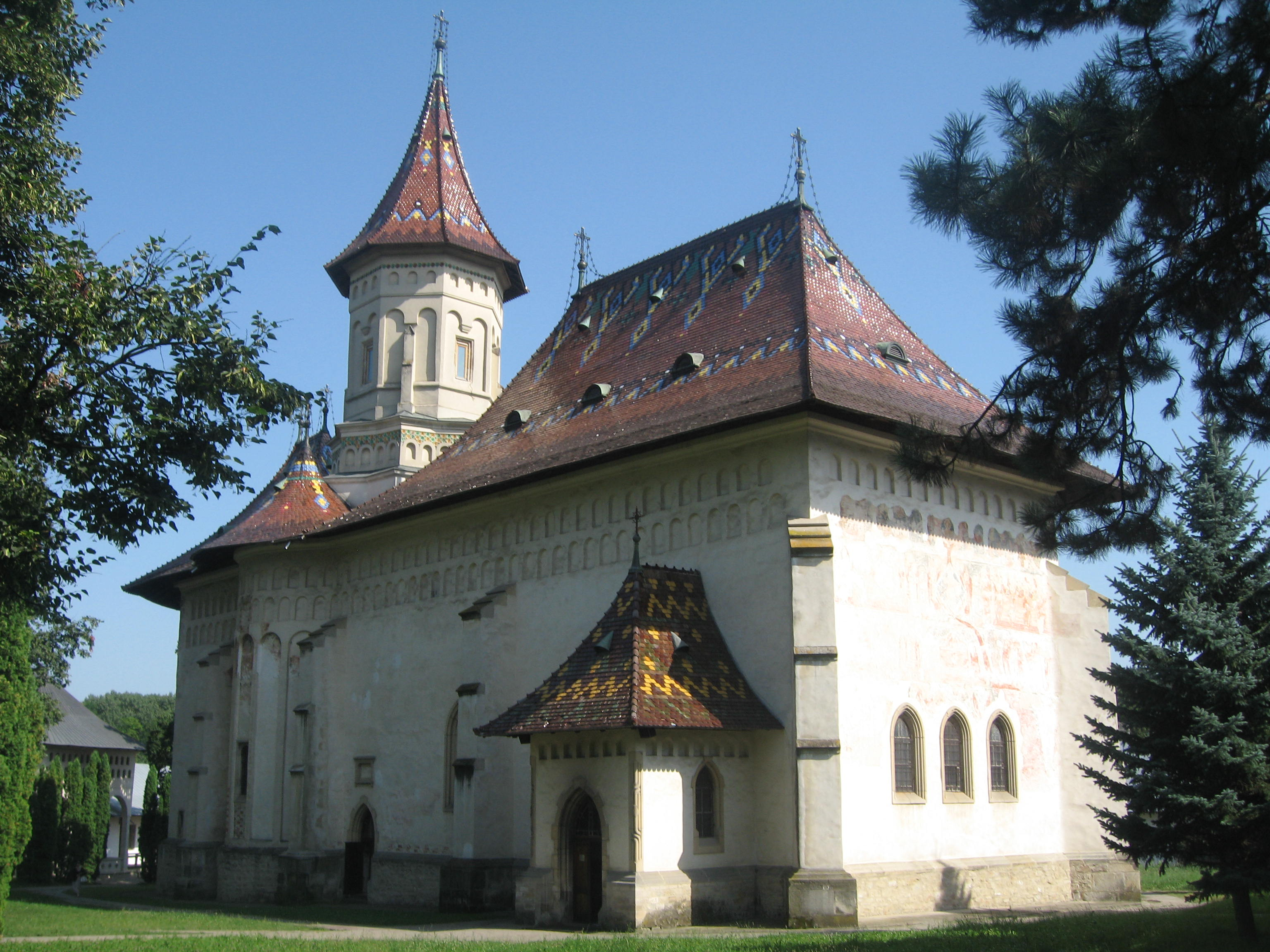
Biserica Mănăstirii Sfântul Ioan cel Nou din Suceava
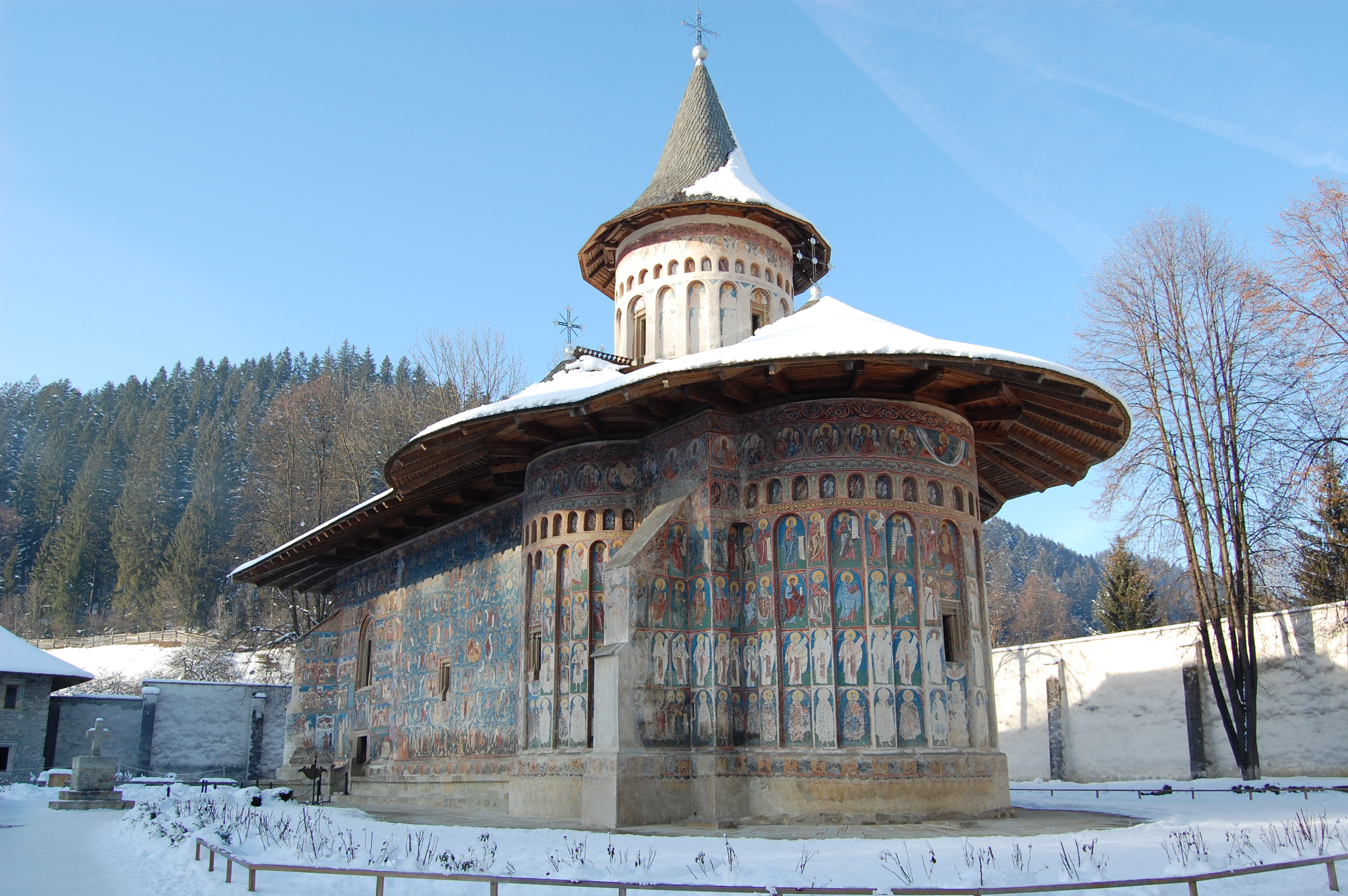
Biserica Mănăstirii Voroneț
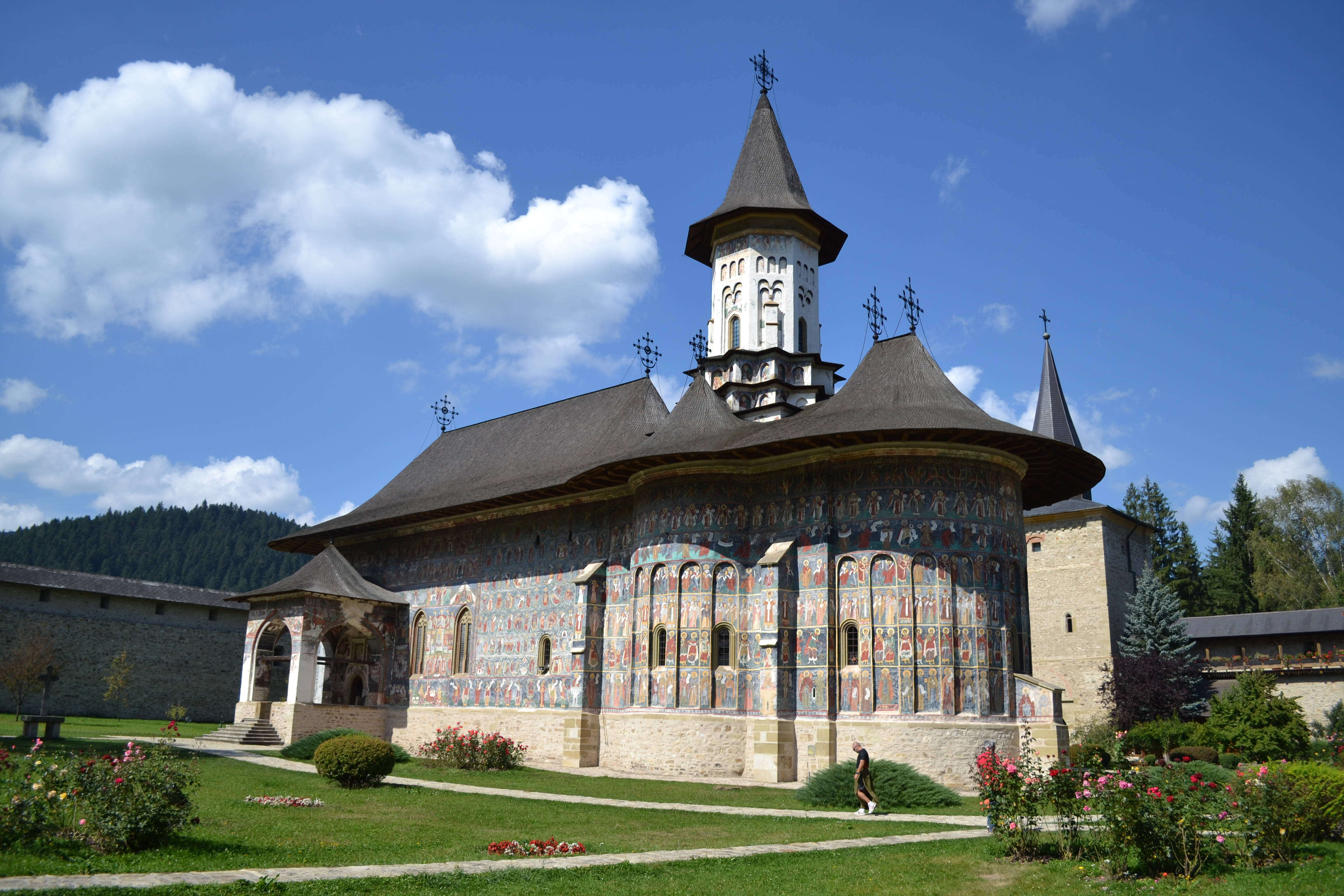
Biserica Mănăstirii Sucevița

## Legături externe
- Bisericile pictate din nordul Moldovei la UNESCO
- https://revistatransilvania.ro/reprezentarea-sfintelor-femei-in-bisericile-pictate-in-timpul-lui-stefan-cel-mare-in-moldova-doua-exemple/